# Euscyrtodes orientalis
Euscyrtodes orientalis är en insektsart som beskrevs av Andrej Vasiljevitj Gorochov 1987. Euscyrtodes orientalis ingår i släktet Euscyrtodes och familjen syrsor. Inga underarter finns listade i Catalogue of Life.